# Les Esplugues (Castell de Mur)
Les Esplugues és un antic poble del terme municipal de Castell de Mur, abans del 1972 del terme municipal de Mur, agregat aquell any al nou municipi, juntament amb el de Guàrdia de Tremp.
És a l'extrem meridional de l'antic terme de Mur, al sud-oest de la Guàrdia de Noguera, i molt a prop i a llevant dels pobles d'Estorm i Moror, els quals, tanmateix, pertanyen a un municipi diferent: Sant Esteve de la Sarga. El poble era sota del Cinglo de les Esplugues, lloc on es forma la llau de la Grallera, a llevant de lo Bassal.
En el Diccionario geográfico... de Pascual Madoz, publicat el 1845, esmenta breument les Esplugues dient que té 4 cases sota la roca, distribuïdes en dos grups, separats unes 200 passes.
La darrera de les cases habitades fou Casa Feliçó, i també es conserven restes d'altres cases, com Casa Sebastià. La capella de la Mare de Déu del Roser era la darrera edificació que es conservava sencera fins que una esllavissada la destruí completament. A migdia de l'antiga caseria hi ha la partida del mateix nom de l'antic poble, cap on davalla el Camí de les Esplugues.
Un dels factors claus en l'abandonament del poble va ser precisament les constants caigudes de roques que s'hi produïen.

## Etimologia
Segons Joan Coromines, el topònim Esplugues procedeix del mot comú llatí speluncas (coves o baumes). Els topònims més importants es troben a la llista de Topònims de les Esplugues.